# Hervormde kerk (Krommeniedijk)
De Hervormde kerk is een kerk gelegen aan de Krommeniedijk 182 in het Noord-Hollandse Krommeniedijk. Het eenbeukige zaalkerkje in laat-renaissancestijl kwam tot stand in 1755. De kerk is gebouwd op restanten van drie andere kerken. In totaal hangen herbergt de kerk dertien gebrandschilderde ramen met voorstellingen uit het Nieuwe Testament.
Sinds 1968 staat het gebouw als rijksmonument ingeschreven in het monumentenregister. Sinds 1989 wordt de kerk beheerd door 'de Stichting Beheer Hervormde Kerk' in Krommeniedijk. Het gebouw wordt ook gebruikt voor niet kerkelijke activiteiten, zoals trouwen, rouwen, vergaderen en voor exposities. 
Achter de kerk bevindt zich een begraafplaats welke wordt beheerd door de Gemeente Zaanstad.

## Interieur

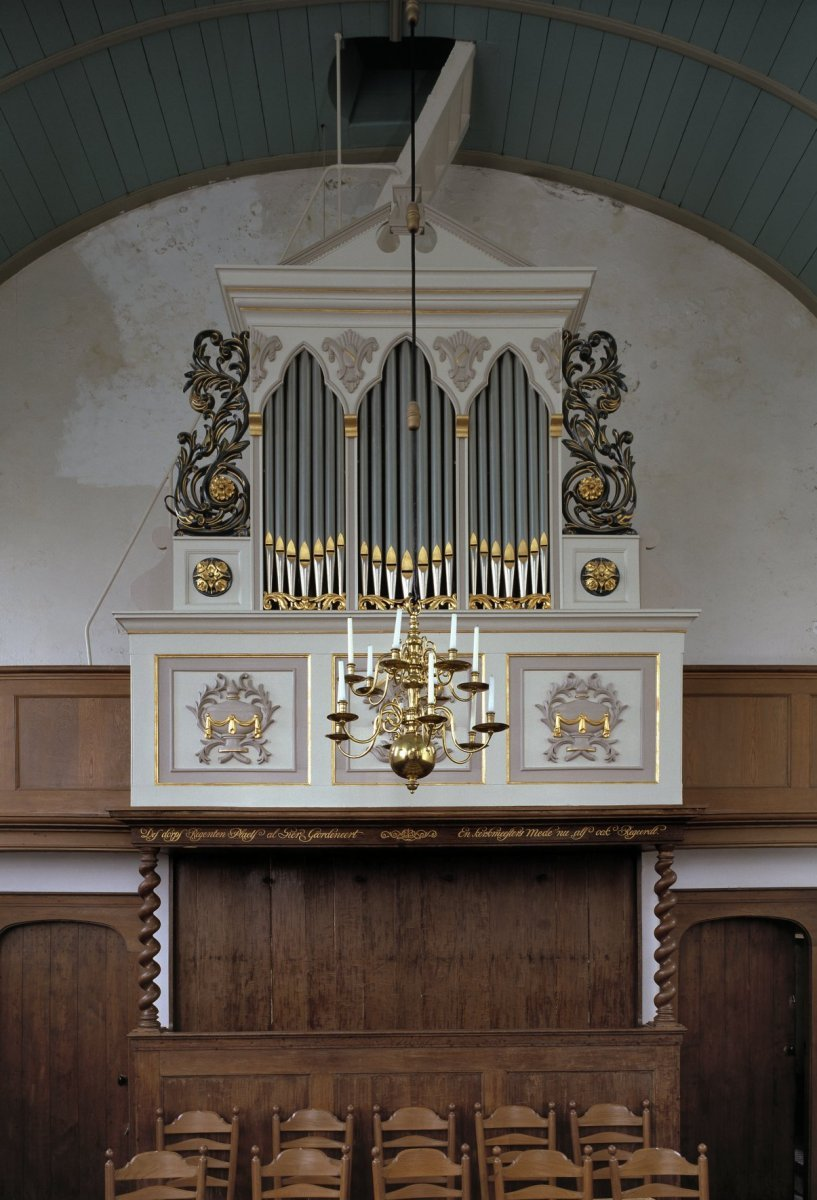
Orgel

In de kerk bevindt zich een eenklaviersorgel. In 1965 werd dit instrument verplaatst van de Hervormde Evangelisatie te Wormer naar deze kerk. De windvoorziening en delen van het kastwerk zijn uit de 18e eeuw. Het orgel is gerestaureerd door de firma Flentrop in 1962 en 1985.
Verder staan er in de kerk:
- preekstoel en herenbank (laatste kwart 17e eeuw)
- kerkbanken (18e eeuw)
- koperen doopbekkenhouder, zandloperhouder en doopboog (derde kwart 17e eeuw)
- drie lichtkronen van koper (derde kwart 17e eeuw)
- een votiefschip (scheepsmodel uit 1755)
- wandbord met reglement (1679)

In de consistoriekamer staat een vroeg-17e-eeuwse kluistafel.